# Johrenia
Johrenia är ett släkte i familjen flockblommiga växter. Det beskrevs av Augustin Pyrame de Candolle 1829.

## Arter
Släktet omfattar sex arter i sydöstra Europa och i Mellanöstern:
- Johrenia anatolica (Pimenov & Kljuykov) Menemen
- Johrenia dichotoma DC.
- Johrenia distans (Griseb.) Halácsy
- Johrenia polyscias Bornm.
- Johrenia selinoides Boiss. & Balansa
- Johrenia tortuosa (Fisch. & C.A.Mey.) D.F.Chamb.